# 판해면과
판해면과(板海綿科, Plakinidae)는 동골해면강에 속하는 해면동물과의 하나이다. 동골해면강(同骨海綿綱, Homoscleromorpha)의 유일한 목, 동골해면목(同骨海綿目, Homosclerophorida)에 속하는 과이다. 이 분류에 속하는 해면들은 크고 외피에 덮여있으며, 침골만 매우 적게 변이된 매우 단순한 구조이다. 번식은 모체에서 태어나는 방법으로 이루어지며 유체(幼體)는 중공유생으로 알려진 타원 형태이다. 보통 이 형태는 석회해면류에서 나타나지만, 보통해면류에서도 종종 나타난다.

## 하위 속
- Corticium
- Placinolopha
- 판해면속 (Plakina)
- Plakinastrella
- Plakortis